# Russ Hathaway

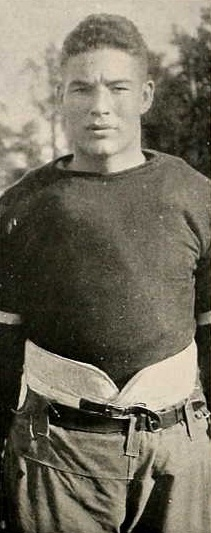
Imagem do ex-jogador de futebol americano estadunidense Russ Hathaway.

Russ Hathaway foi um jogador de futebol americano estadunidense que foi campeão da Temporada de 1922 da National Football League jogando pelo Canton Bulldogs.